# 지즈야
지즈야(아랍어: جزْية jizya, jizyah[*])는 이슬람 왕국에서 무슬림이 아닌 시민에게 일정 기준에 맞춰 부과하는 세금을 뜻한다. 그 세금을 내는 사람들을 딤미라고 불렀다. 세금은 병역수행의 나이가 된 남성에게 부과되는 것을 원칙으로 했다. 무슬림 통치자의 입장에서 지즈야는 다른 종교를 가진 시민이 국가의 국민으로서 법을 따르고 충성을 맹세한다는 증거로서 받아들여졌다. 대가로 다른 종교를 가진 시민들은 자신의 신앙을 유지하고, 자치적인 생활권을 지닐 수 있었으며 외부의 공격에 보호받을 수 있었다.
아랍어로 지즈야는 꾸란 9장 29절에서 나타나며 꾸란에서는 인구 당 세금을 물리는 것 따위로 정확하게 명시하고 있지는 않다. 후대 연구에 따르면 이는 사산 왕조 페르시아의 관세 부과에 기인한 것으로 보인다.

## 같이 보기
- 딤미
- 밀레트 (오스만 제국)